# Simulium courtneyi
Simulium courtneyi är en tvåvingeart som beskrevs av Takaoka och Adler 1997. Simulium courtneyi ingår i släktet Simulium och familjen knott. Inga underarter finns listade i Catalogue of Life.